# Jordmekanik
Jordmekanik är en ingenjörsvetenskaplig disciplin som tillämpar principer från mekanik, till exempel kinematik, dynamik, fluidmekanik och materialmekanik, för att förutse beteendet hos jordar. Teorier från jordmekaniken används rutinmässigt vid grundläggning av byggnadsverk, schakt, jordvallar, släntstabilitetsberäkningar och dammbyggnader.

## Grundläggande egenskaper hos jord

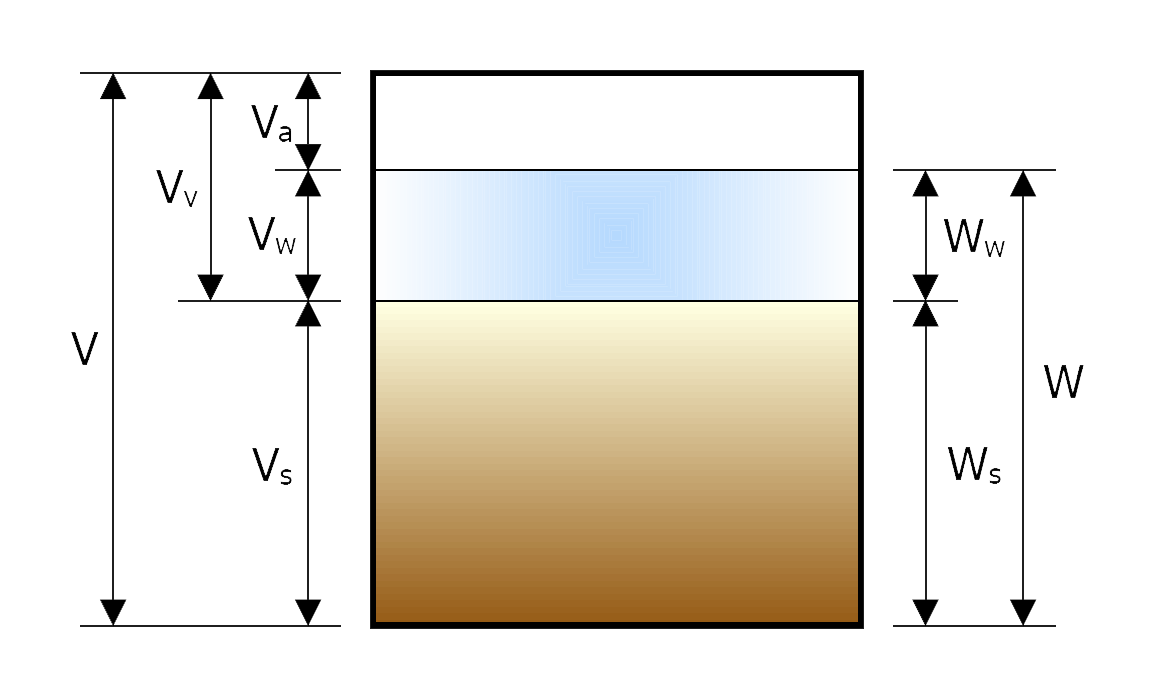
Ett fasdiagram för jord som visar vikter och volymer för luft, jord, vatten och tomrum.

Jord består vanligen av tre faser: Fast, flytande och gas. De mekaniska egenskaperna hos en jord beror direkt på växelverkan mellan de tre faserna och applicerade potentialer, såsom spänning, grundvattentryck, elektrisk potential och temperaturskillnad. 
Fastfasen hos jord består av varierande mängd kristallina ler- och icke-lermineral, icke-kristallina lermaterial, organiskt material och utfällda salter. Dessa mineral är vanligen uppbyggda av grundämnen som syre, kisel, väte och aluminium, arrangerade i kristallstrukturer. Dessa grundämnen, tillsammans med natrium, kalcium, kalium, magnesium och kol står för över 99% av den fasta materian hos jord.
Även om mängden grövre partiklar är större än mängden lerpartiklar eller organiskt material har de senare större betydelse för jordens egenskaper. Fasta partiklar klassificeras efter storlek i ler, silt, sand, grus, sten och block. Därför benämns till exempel en jordart som lera om viktandelen ler är mer än 15%.
Vätskefasen i jord består vanligen av vatten innehållande olika typer och mängder lösta elektrolyter. Organiska föreningar, både lösliga och oblandbara kan finnas som följd av kemiska utsläpp, läckande avfall och förorenat grundvatten.
Gasfasen i delvis mättade jordarter är vanligen luft, även om organiska gaser kan finnas där den biologiska aktiviteten är stor, eller i kemiskt förorenade jordar.

## Siktanalys

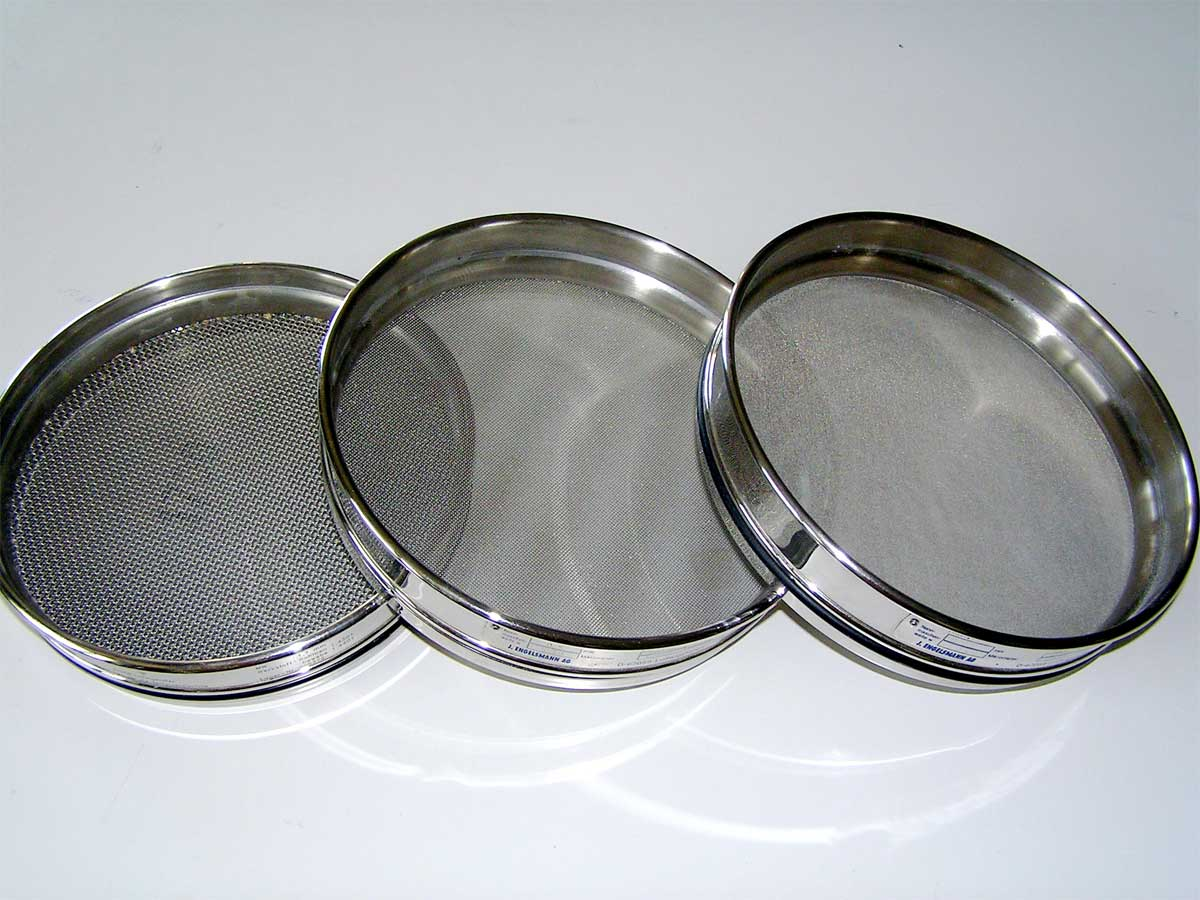
Siktar

Vid siktanalys används ett antal silar, så kallade siktar, av trådnät med kvadratiska hål där hålens sida, maskvidden är bestämd. En siktserie bör bestå av maskvidder som ansluter till kornfraktionsgränserna och internationell standard; 0,063, 0,2, 0,63, 2,0, 6,3 och 20 mm fri maskvidd. Ett jordprov placeras i den översta sikten som har grövst maskor och vibreras så att kornen faller ned så långt i serien som maskvidden tillåter. Har jordprovet låg halt av material som är finare än 0,063 mm kan det siktas som det är, i ungefär 10 minuter. Om halten finjord är hög bör provet antingen tvättas innan det siktas eller siktas samtidigt som det spolas med vatten, våtsiktning. När provet är siktat vägs innehållet i varje sikt. Resultaten från siktanalysen sammanställs i siktkurvor som beskriver kornstorleksfördelningen hos jordprovet.

## Effektivspänning
Karl Terzaghi presenterade 1936 konceptet med effektivspänning, något som betraktas som ett av hans viktigaste bidrag till jordmekaniken. Effektivspänning är ett mått på den spänning som kornskelettet (de partiklar som ligger i kontakt med varandra och kan överföra krafter) utsätts för, och bestämmer jordens förmåga att stå emot skjuvspänningar. Effektivspänningen kan inte mätas, utan måste beräknas från två parametrar som kan mätas eller uppskattas med rimlig noggrannhet. 
Effektivspänningen på ett horisontellt plan i en jord är differensen mellan totalspänningen (σ) och porvattentrycket (u):
{\displaystyle \sigma '=\sigma -u\,}

### Totalspänning
Totalspänningen, σ är lika med det belastningstryck eller spänning som kommer från vikten av jorden ovanför tillsammans med eventuella krafter som verkar på jordytan (till exempel vikten av en byggnad). Totalspänningen ökar med djupet, proportionellt med densiteten hos den överliggande jorden.

### Porvattentryck
Porvattentrycket, u för ett horisontellt plan i jorden är vattentrycket på planet. Porvattentrycket beräknas vanligen som det hydrostatiska trycket för planet. Vid stabilitetsberäkningar kring dynamiska vattenflöden, till exempel under en spont, under en damm eller i en slänt måste u beräknas från ekvipotentiallinjer i ett flödesnät. I de fall där en horisontell vattenyta finns ökar porvattentrycket linjärt med djupet.

## Skjuvhållfasthet
Flertalet av tillämpningarna inom geoteknik påverkas av jordens skjuvhållfasthet. Exempel på sådana tillämpningar är bärighet hos jord, ytlig och djup grundläggning, släntstabilitet och design av stödkonstruktioner. Dessa ingenjörsproblem löses med både analytisk och numerisk användning av skjuvhållfastheten. 
Skjuvhållfastheten hos jord beror på det inneboende motståndet hos jordpartiklarna att röra sig i relation till varandra. Detta motstånd kan antingen bero på att partiklarnas form är ogynnsam för rörelse; de låser i varandra, eller fysiska krafter som beror på att partiklarnas ytliga atomer delar på elektroner, eller kemiska bindningar såsom cementering
Olika kriteria kan användas för att definiera brottstadium i spänning-töjningskurvan hos ett material. Deformationer i jord betraktas vanligen som brott då töjningen ligger i intervallet 15 - 20 % Deformationer i den storleksordningen innebär ofta att funktionen hos konstruktionen som vilar på den deformerade jorden är nedsatt, men att den inte har kollapsat. Brott i jorden innebär inte nödvändigtvis brott i konstruktionen ovanpå jorden. Med detta synsätt kan skjuvhållfastheten hos en jord definieras som den maximala spänning som kan appliceras på ett plan i jorden som leder till töjningar så stora att de räknas som brott. 
Det finns olika brottkriteria som definierar brott. Mohr-Coulombs brottkriterium är det vanligaste empiriska sambandet som används i jordmekanik. I termer av effektivspänning definieras Mohr-Coulombs kriterium som:
{\displaystyle \tau _{f}=c'+\sigma _{f}'\tan \phi '\,}
där {\displaystyle \tau _{f}\,} är skjuvhållfastheten vid brott {\displaystyle c'\,} är den effektiva kohesionen {\displaystyle \sigma _{f}'\,} är effektivspänningen vid brott, och {\displaystyle \phi '\,} är den effektiva rasvinkeln; en parameterisering av medelfriktionskoefficienten {\displaystyle \mu \,} på glidytan där {\displaystyle \mu =tan\phi '\,}.
Spännings-töjningsförhållandena och därmed skjuvhållfastheten hos jord påverkas av:
1. Jordsammansättning: mineralogi, kornstorlek och kornstorleksfördelning, kornform, typ av porvätska och innehållet i den; joner och partiklar.
2. Kondition (initial): den ursprungliga porositeten, effektiv normalspänning och skjuvspänning (spänningshistoria). Konditionen kan beskrivas i termer som lös, packad, överkonsoliderad, normalkonsoliderad, styv, lös, kontraktant, dilatant osv.
3. Struktur: partikelarrangemang i jordmassan; det sätt jordpartiklarna är packade eller fördelade. Egenskaper som lager, fogar, sprickor, sprickytor, tomrum, cementering osv räknas till jordens struktur. Jordstruktur kan beskrivas med termer som: opåverkad, påverkad, kompakterad, cementerad, isotrop och anisotrop.
4. Lastförhålanden: effektiv spänningsfördelning, dränerad, odränerad, belastningsgrad och tidshistoria (monoton eller cyklisk).

Ett fullständigt uttryck för skjuvhållfastheten ska ta hänsyn till alla dessa faktorer. 
Det finns många test som kan användas för att bestämma skjuvhållfastheten för en jord. De som vanligen används för att bestämma den odränerade skjuvhållfastheten i laboratorium är triaxialförsök, enaxliga tryckförsök, direkta skjuvförsök och konförsök. I fält används istället vanligen vingförsök och CPT-sondering.

## Konsolidering
Konsolidering är en process som medför att en jords volym minskar. Detta inträffar när jorden utsätts för spänningar som får jordpartiklarna att packas tätare, och därav minskar volymen. När detta sker i en jord som är vattenmättad kommer vattnet pressas ut ur jorden. Omfattningen av en jords konsolidering kan bestämmas med flera olika metoder. I den klassiska metoden, som utvecklades av Karl Terzaghi, testas jorden med en ödometer för att bestämma ett kompressionsindex. Detta index kan användas för att bestämma konsolideringsgraden. 
När spänningar minskar på en konsoliderad jord kommer jorden återta en del av den volymminskning som skedde vid konsolideringen. Om jorden återigen belastas kommer den konsolidera igen. Jord som har avlastats kallas överkonsoliderad, ett exempel på detta är jord som varit under en glaciär. Det största tryck som en jord utsatts för kallas förkonsolideringstryck. En jord som för tillfället upplever sin högsta last kallas normalkonsoliderad.

## Lateralt jordtryck

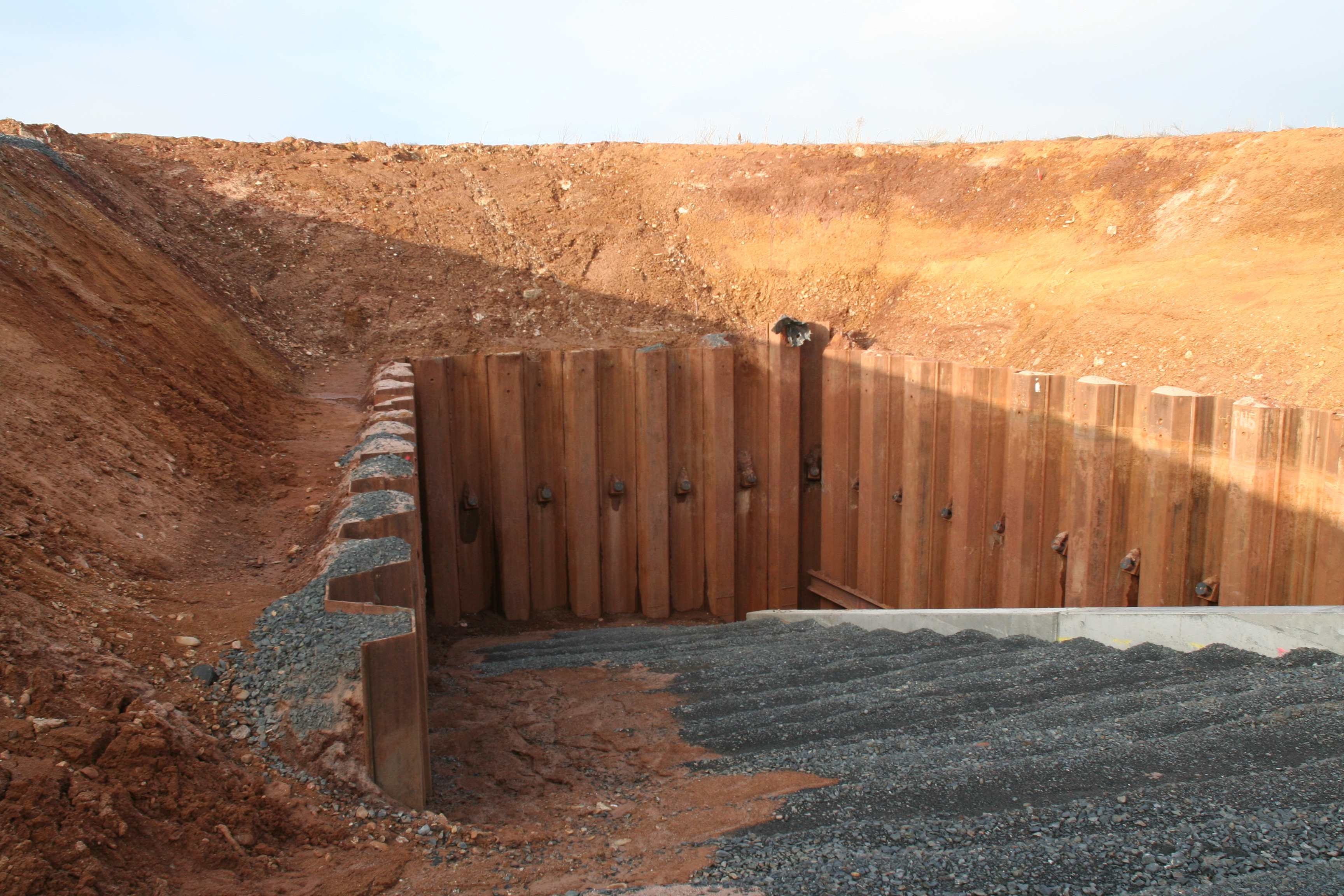
Sponter som slås ned i jorden för att hålla jord borta från byggarbetsplatser utsätts för lateralt jordtryck.

Lateralt jordtryck, eller horisontellt jordtryck används för att uppskatta det tryck som jord kan utöva vinkelrätt mot gravitationsriktningen. Detta tryck är det som påverkar stödkonstruktioner, såsom sponter, källarväggar och brostöd. En jordtryckskoefficient, K, definieras för kohesionsjordar som förhållandet mellan horisontellt och vertikalt tryck (K=σh/σv). Det finns tre koefficienter; i vila, aktiv och passiv. Spänningar i vila är benämningen på det spänningsförhållande som råder innan jorden störs genom exempelvis grävarbeten. Aktiva jordtrycksförhållanden är när en stödkonstruktion rör sig iväg från jorden genom inverkan av lateralt jordtryck, vilket resulterar i skjuvbrott på grund av minskat tryck. Passiva jordtrycksförhållanden är när en stödkonstruktion trycks så långt in i jordmassan att den går till brott. Det finns många teorier för hur lateralt jordtryck ska uppskattas, både empiriska och analytiskt härledda.

## Bärighet
Bärigheten hos en jord är den genomsnittliga spänningen mellan ett fundament och jorden som orsakar skjuvbrott i jorden. För att bestämma den maximala tillåtna lasten på jorden kan antingen bärigheten divideras med en totalsäkerhetsfaktor F eller så kan partialsäkerhetsfaktorer läggas på hållfasthetsparametrarna. På platser med lösa jordarter kan stora sättningar äga rum utan att brott inträffar, vid sådana förhållanden bestäms den maximala tillåtna lasten utifrån de största tillåtna sättningarna.
I jord finns huvudsakligen tre typer av brott; 
- Globala zonbrott, när en jordvolym deformeras plastiskt, hela volymen går till brott
- Lokala zonbrott, när brott sker längs en glidyta

Inom vägtekniken är ett viktigt specialfall vägens nedsatta bärighet nära vägkanten.

## Släntstabilitet
Släntstabilitet behandlar analyser av den statiska och den dynamiska stabiliteten hos slänterna i jordfyllningsdammar och stenfyllningsdammar, slänter i andra typer av vallar, utgrävda slänter samt naturliga slänter i jord och mjuka bergarter.
Jordslänter kan utveckla sfäriska svaghetszoner där skred inträffar. Sannolikheten för att ett skred ska inträffa kan beräknas med enkel programvara som utför cirkulära 2D-analyser. En svårighet med sådana analyser är att bestämma den farligaste glidytan för varje given situation. Många jordskred analyseras först efter att de har inträffat.